# Dylan Page
Dylan Page (* 5. November 1993 in Châtonnaye) ist ein ehemaliger Schweizer Radsportler.

## Sportliche Laufbahn
2018 wechselte Dylan Page zum malaysischen Team Sapura Cycling, wo er an der Seite von Mario Vogt fuhr. Im Januar gewann er eine Etappe der Tour d’Indonesia. Im selben Jahr wurde er für die Strasseneuropameisterschaften in Glasgow nominiert, konnte das Rennen jedoch nicht beenden. Auf die nächste Saison wechselte Dylan Page zu IAM Excelsior. Zum Ende des Jahres 2019 beendete er seine Radsportkarriere.

## Erfolge
2018
- eine Etappe Tour d’Indonesia